# Tricalamus albidulus
Tricalamus albidulus är en spindelart som beskrevs av Wang 1987. Tricalamus albidulus ingår i släktet Tricalamus och familjen Filistatidae. Inga underarter finns listade i Catalogue of Life.